# Radoszyce (gmina)
Radoszyce – gmina miejsko-wiejska w województwie świętokrzyskim, w powiecie koneckim. W latach 1975–1998 gmina położona była w województwie kieleckim.
Siedziba gminy to Radoszyce.
Według danych z 30 czerwca 2004 gminę zamieszkiwało 9170 osób.

## Struktura powierzchni
Według danych z roku 2002 gmina Radoszyce ma obszar 146,71 km², w tym:
- użytki rolne: 57%
- użytki leśne: 38%

Gmina stanowi 12,87% powierzchni powiatu.

## Demografia

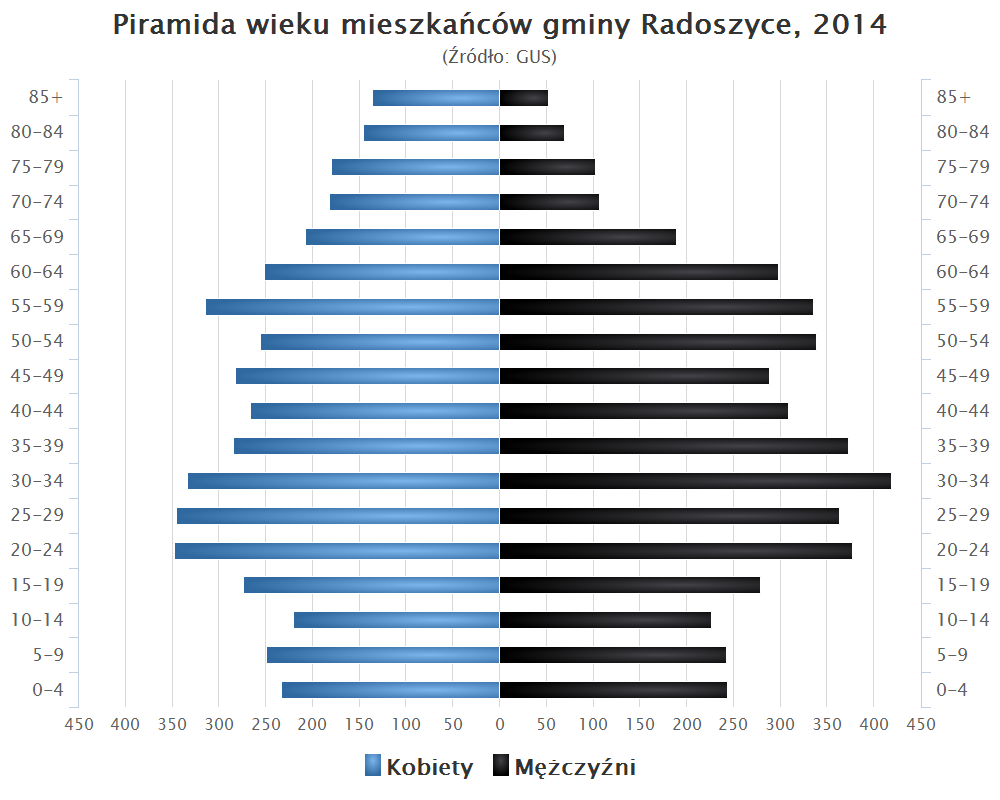
Piramida wieku mieszkańców gminy Radoszyce w 2014 roku

Dane z 30 czerwca 2004:
| Opis                              | Ogółem | Ogółem | Kobiety | Kobiety | Mężczyźni | Mężczyźni |
| --------------------------------- | ------ | ------ | ------- | ------- | --------- | --------- |
| jednostka                         | osób   | %      | osób    | %       | osób      | %         |
| populacja                         | 9170   | 100    | 4527    | 49,4    | 4643      | 50,6      |
| gęstość zaludnienia (mieszk./km²) | 62,5   | 62,5   | 30,9    | 30,9    | 31,6      | 31,6      |

## Sołectwa
Filipy, Górniki, Grębosze, Grodzisko, Gruszka, Huta, Jacentów, Jakimowice, Jarząb, Jóźwików, Kaliga, Kapałów, Kłucko, Lewoszów, Łysów, Momocicha, Mościska Duże, Mościska Małe, Mularzów, Nadworów, Nalewajków, Pakuły, Plenna, Podlesie, Radoska, Salachowy Bór, Sęp, Szóstaki, Węgrzyn, Wilczkowice, Wiosna, Wisy, Wyrębów, Zychy.
Miejscowości bez statusu sołectwa: Jakimowice-Kolonia, Kłucko-Kolonia, Leśniczówka Krzyżówki, Posada, Przegrody.

## Sąsiednie gminy
Końskie, Łopuszno, Mniów, Ruda Maleniecka, Słupia Konecka, Smyków